# 木門道
木門道是古代一處峽谷的名稱，現位於中國甘肅省天水市秦州區西南牡丹鄉（現牡丹鎮）木門村。
《三国演義》第一百一回“出隴上諸葛妝神、奔劍閣張郃中計”中對此有所記載。建興九年（公元231年），諸葛亮進行第四次北伐，但由於糧食不足而撤軍，他安排魏延做疑兵之計引誘曹魏大將張郃，並使後者在木門道中遭遇蜀軍的弓弩埋伏而身亡。
然而在正史上，並無在木門道埋伏擊殺張郃的記載。實際上是司馬懿強令張郃追擊諸葛亮，而後者在追擊過程和蜀軍發生了遭遇戰，中流矢而死。
如今的木門道被農田和草木覆蓋，東側有蜀軍的伏兵湾、擂鼓台的遺址，發現有三國時期的刀、劍、矛等遺物。在旁邊的山上建有木門道武侯祠。1996年6月，天水市秦城区（今天水市秦州区）在此立下了「木門道」的石碑。